# La Cruz de Elota
La Cruz de Elota è una città dello Stato di Sinaloa, in Messico. È capoluogo del comune di Elota.